# Halles aux toiles (Laval)
La halle aux toiles était un bâtiment qui était situé à Laval, dans le département de la Mayenne. Le bâtiment était situé Place de Hercé, à l'emplacement de l'actuelle bibliothèque municipale.

## Histoire

### Origine
Le 26 mars 1730, le conseil du roi met fin à une autre contestation entre le seigneur de Laval et les marchands de toiles. On cherche aussitôt un emplacement convenable pour la nouvelle construction. L'avocat fiscal Salmon en pose la première pierre le 7 décembre 1730. Les travaux sont conduits avec beaucoup d'activité et les marchands peuvent vendre pour la première fois dans la halle aux toiles le 4 octobre 1732.

### L'industrie
La halle aux toiles est élevée en 1731. Elle est transformée en Galeries de l'Industrie en 1852, afin d'accueillir les expositions de la Société de l'Industrie de la Mayenne. 
La fonction événementielle de la place de Hercé, née avec la halle aux toiles et poursuivie par les Galeries de l'Industrie, est confirmée en 1901 lorsqu'un pavillon de l'Exposition universelle de 1900 y est installé. Celui-ci, initialement construit sur l'esplanade des Invalides, servait de « Palais de la décoration et du Mobilier » pendant l'exposition. Il est démonté puis vendu en lot aux villes de province. Laval souhaite alors rénover les Galeries de l'Industrie, mais le chantier coûte trop cher et la ville décide donc d'acquérir une partie du pavillon parisien. 
Laval achète le hall central et ses galeries latérales ainsi que deux pavillons adjacents. La ville doit refaire les couvertures en verre et en bois, qui avaient été seulement louées pour l'exposition universelle. Des façades sont ajoutées et l'ensemble, baptisé « Palais de l'Industrie », est inauguré en 1902. Ce bâtiment fait l’objet d’une inscription au titre des monuments historiques en 1926.
Le Palais de l'Industrie est détruit en 1976 pour construire à la place la nouvelle salle polyvalente. L'ancienne halle aux toiles fait quant à elle place à la bibliothèque Albert Legendre.